# Каньйон (округ, Айдахо)
Шаблон:StateAbbr_ 43°38′ пн. ш. 116°43′ зх. д. / 43.63° пн. ш. 116.71° зх. д.
Округ Каньйон (англ. Canyon County) — округ (графство) у штаті Айдахо, США. Ідентифікатор округу 16027.

## Історія
Округ утворений 1891 року.

## Демографія
За даними перепису
2000 року
загальне населення округу становило 131441 осіб, зокрема міського населення було 96535, а сільського — 34906.
Серед мешканців округу чоловіків було 65299, а жінок — 66142. В окрузі було 45018 домогосподарств, 33954 родин, які мешкали в 47965 будинках.
Середній розмір родини становив 3,28.
Віковий розподіл населення поданий у таблиці:
| Стать    | До 15 років | 15-21 | 22-29 | 30-39 | 40-49 | 50-65 | 65-85 | Понад 85 |
| -------- | ----------- | ----- | ----- | ----- | ----- | ----- | ----- | -------- |
| Чоловіки | 17461       | 7537  | 7919  | 9538  | 8488  | 8250  | 5437  | 669      |
| Жінки    | 16771       | 7162  | 7737  | 9036  | 8545  | 8536  | 7079  | 1276     |

## Суміжні округи
- Пайєтт — північ
- Джем — північний схід
- Ада — схід
- Овайгі — південь
- Малер, Орегон — захід

## Виноски
1. ↑  (unspecified title) — Москва: ВИНИТИ РАН, 1964. — С. 40. — 235 с.
2. ↑  U.S. Decennial Census. United States Census Bureau. Архів оригіналу за 26 квітня 2015. Процитовано 28 червня 2014.
3. ↑  Historical Census Browser. University of Virginia Library. Архів оригіналу за 11 серпня 2012. Процитовано 28 червня 2014.
4. ↑  Population of Counties by Decennial Census: 1900 to 1990. United States Census Bureau. Архів оригіналу за 30 жовтня 2014. Процитовано 28 червня 2014.
5. ↑  Census 2000 PHC-T-4. Ranking Tables for Counties: 1990 and 2000 (PDF). United States Census Bureau. Архів оригіналу (PDF) за 18 грудня 2014. Процитовано 28 червня 2014.
6. ↑  State & County QuickFacts. United States Census Bureau. Архів оригіналу за 8 липня 2011. Процитовано 28 червня 2014.(англ.) Наведено за англійською вікіпедією.
7. ↑  American FactFinder. Бюро перепису населення США. Архів оригіналу за 29 липня 2011. Процитовано 31 січня 2008.

| США | Це незавершена стаття з географії США. Ви можете допомогти проєкту, виправивши або дописавши її. |